# Rhinanthus aristatus
Rhinanthus aristatus är en snyltrotsväxtart som först beskrevs av Celak., och fick sitt nu gällande namn av Heinrich Carl Haussknecht. Rhinanthus aristatus ingår i släktet skallror, och familjen snyltrotsväxter. Inga underarter finns listade i Catalogue of Life.